# Yaniv (jogo)
Yaniv (em hebraico: יניב), também conhecido como "Dhumbal" e "Jhyap", é um jogo de cartas nepalês popular em Israel. É semelhante ao Blackjack, com várias diferenças notáveis: uma variação do jogo envolve cinco jogadores, em vez do padrão de dois jogadores do Blackjack tradicional. É considerado um jogo para mochileiros em Israel e é popular entre soldados e jovens adultos que retornam de longas viagens.